# 蛎塚新田
蛎塚新田（かきづかしんでん、蠣塚新田とも書かれる）は、三重県桑名市の大字。

## 地理
桑名市の中央部、大和地区の地域内に位置する。北は大字下深谷部（しもふかやべ）、東は大字東汰上（ひがしゆりあげ）・西汰上・北別所、南及び西は大字播磨・西方（にしかた）に接する。また揖斐川河畔に飛び地があり、大字上之輪新田・福島（ふくじま）・東汰上に接する。
古墳時代の貝塚があり土師器・須恵器・牡蛎殻などが出土している。地形的には東部は平地で西部は丘陵で、旧来からの集落は西部にある。特に東部で稲作が卓越している。住民による自治組織には蛎塚東自治会と蛎塚西自治会がある。

### 河川
- 沢北川

### 池
- 蛎塚大溜池
- 蛎塚小溜池

## 歴史
古くは弥生時代から鎌倉時代のものと見られる蛎塚貝塚が発見されているほか、持統天皇の潜幸の地という説（『勢陽五鈴遺響』による）や桑名郡家跡地という説もあり、太古の時代より開けていたと考えられているが、「蛎塚新田」の地名が史料中に見られるのは江戸時代以降である。この頃には伊勢国桑名郡に属し、桑名藩の配下にあった。『元禄郷帳』では、北隣の下深谷部村の枝郷として記載されている。山中に冷泉があり、薬効を求めて湯治客が多く集ったという。これに関連して明治初期には温泉開発が持ち上がったものの、不許可となったため実行されなかった。
明治時代になると桑名郡大山田村の大字となり、従来通り農業主体の村落として続いてきた。1872年（明治5年）3月18日に大雨による山崩れが発生し、民家2軒が被災した。これ以後は集落が西部の丘陵から東部の平地へ移っていった。
第二次世界大戦以後は、水谷建材や光精工の進出と国道258号（大桑国道）や東名阪自動車道の開通により人口が増加した。

### 地名の由来
文字通り、地下に多くの貝殻層、特にカキが多いことから命名されたとされる。ただし、『勢陽雑記』・『三国地誌』などには「柿塚」という表記が見られる。

### 沿革
- 1889年（明治22年）4月1日 - 町村制施行により、桑名郡大山田村大字蛎塚新田となる[8]。
- 1929年（昭和4年）2月11日 - 大山田村が町制を施行、即日改称により、桑名郡西桑名町大字蛎塚新田となる[8]。
- 1937年（昭和12年）3月20日 - 町村合併により、桑名郡桑名町大字蛎塚新田となる[8]。
- 1937年（昭和12年）4月1日 - 桑名町の市制施行により、桑名市大字蛎塚新田となる[8]。

## 世帯数と人口
2015年（平成27年）10月1日現在の世帯数と人口は以下の通りである。
| 大字     | 世帯数  | 人口  |
| -------- | ------- | ----- |
| 蛎塚新田 | 116世帯 | 329人 |

### 人口の変遷
1829年以降の人口の推移。なお、1995年以後は国勢調査による推移。
| 1829年（文政12年） | 205人 | [ 5 ] [ 10 ] |  |
| 1883年（明治16年） | 202人 | [ 5 ] [ 10 ] |  |
| 1958年（昭和33年） | 291人 | [ 10 ]       |  |
| 1980年（昭和55年） | 431人 | [ 6 ]        |  |
| 1995年（平成7年）  | 379人 | [ 11 ]       |  |
| 2000年（平成12年） | 380人 | [ 12 ]       |  |
| 2005年（平成17年） | 357人 | [ 13 ]       |  |
| 2010年（平成22年） | 383人 | [ 14 ]       |  |
| 2015年（平成27年） | 329人 | [ 2 ]        |  |

### 世帯数の変遷
1829年以降の世帯数の推移。なお、1995年以後は国勢調査による推移。
| 1829年（文政12年） | 41世帯  | [ 5 ] [ 10 ] |  |
| 1883年（明治16年） | 42世帯  | [ 5 ] [ 10 ] |  |
| 1958年（昭和33年） | 55世帯  | [ 10 ]       |  |
| 1980年（昭和55年） | 100世帯 | [ 6 ]        |  |
| 1995年（平成7年）  | 104世帯 | [ 11 ]       |  |
| 2000年（平成12年） | 110世帯 | [ 12 ]       |  |
| 2005年（平成17年） | 112世帯 | [ 13 ]       |  |
| 2010年（平成22年） | 134世帯 | [ 14 ]       |  |
| 2015年（平成27年） | 116世帯 | [ 2 ]        |  |

## 学区
市立小・中学校に通う場合、学区は以下の通りとなる。
| 番・番地等 | 小学校             | 中学校             |
| ---------- | ------------------ | ------------------ |
| 全域       | 桑名市立大和小学校 | 桑名市立成徳中学校 |

## 交通
養老鉄道養老線が縦断しているが、蛎塚新田には駅は設置されていない。最寄り駅は同線の下深谷駅または播磨駅。路線バスは設定されていない。
道路
- 東名阪自動車道
  - 桑名東インターチェンジ
  - 大山田パーキングエリア（下り線）
- 国道258号
- 三重県道105号福島深谷線

## 施設
- 蛎塚ふれあいセンター
- 蛎塚霊園
- 和食さと桑名東インター店
- 水谷建設本社
- 光精工株式会社本社

## 史跡
- 蛎塚貝塚 - 古墳時代を中心とした遺跡（貝塚）[16]で標高9mのところにある[5]。須恵器やカキの貝殻などが出土している[16]。明治時代の調査では約3,000m2、貝層の厚さ3mに及んだとされるが、現在は県神社周辺でわずかに貝殻が認められるのみである[5]。
- 縣神社（県神社） - 壬申の乱の際に大海人皇子（天武天皇）の一行が滞在した桑名郡家の跡ではないか、という説がある[9]。県大明神とも称する[5]。
- 南外面遺跡

## その他

### 日本郵便
- 郵便番号 : 511-0861[3]（集配局：桑名郵便局[17]）。